# Wehden (Familienname)
Wehden ist die Bezeichnung für einen Familiennamen, Varianten sind Weden, Wäden.
Der Familienname wird im Duden (2005) nicht  genannt.
Der Duden beschreibt die Namensform allgemein Wehde als Wohnstättennamen.

## Namensforschung
Der mecklenburger Sprachforscher Richard Wossidlo stellte orts-, amts- und besitzbezogene Bedeutungen der Wedd und Wedde in ein Wörterbuch. Diese amts- und besitzbezogene Deutung kommt im Duden nicht vor, dies ist anschließend mit Belegen erklärt und wäre in Zukunft in der Namensdeutung mit aufzunehmen.

## Weitere Herkünfte des Namens
- Wehden als Bezeichnung für stillstehende Gewässer, Viehtränke[2][3]

## Namensableitungen
- Wehdendung, niederdeutscher Pflanzenname für den giftigen Wasserschierling (wodendungel, 1587 Hamburg)
- Wedekind, deutscher Rufname (widu + kind) zum Familiennamen geworden, bereits 1370 als Wittekind in Goslar bezeugt
- Wedemann
  - Ableitung auf -mann
  - Standesname für einen Bauern, der kirchliches Gut bewirtschaftete (mnd. wedeme, kirchlicher Grund und Boden)[4]

## Frühe Erwähnungen des Namens
- 1230 Wedighe von Losten, Bestätigung des Besitzes des Klosters Broda
- 1290 Wedigo, Kloster Broda
- 1327 Wedige von Plate zu Peccatel, Vogt von Penzlin
- 1373 Verkauf einer Hölzung Wedige (Weeden)[5]
- 1376 in Lüneburg als Heyne van dem Wede bezeugt.

## Namensherkunft Orte und Flurnamen
- Wedensee bei Klein Vielen in MV (auch Wehden See), westliche Verlängerung der historischen Isern Purt (Eiserne Pforte), eine slawische Landhemme (Landwehr)[6]
- Wedenfurt, historische Furt, heute ein Wasserdurchlass am Penzliner Zipfel an der B 193
- Wedendorf, Gemeinde in Mecklenburg-Vorpommern
- Wehden, Ort in Niedersachsen
- Auf dem Wehden, bei Segeberg (siehe Kattendorf)[7]
- Wehden, ein Meyerhof, bei Ratzeburg (Kirchspiel Groß Berkentien)[8]
- Rondeshagener Wehden, Gutsname um 1802, 1904 Göldenitzer Weeden genannt
- Wehdenbruch, Naturschutzgebiet Naturwald
- Wede, Wohnstättenname zu mnd. wede für Wald, Hölzung, Holz.
- Wedde, Wohnstättenname zum Gewässernamen Wedde, linker Nebenfluss der Oker in Niedersachsen
- Große Wedde, Verbindungsgewässer zwischen Spykerschen See und dem Jasmunder Bodden auf Rügen
- Weddeort bei Glowe auf Rügen
- Pribowsche Wedde bei Rugenhof / Samtens auf Rügen
- Landower Wedde bei Landow auf Rügen
- Wedde, eine Strafgeld einziehende Behörde der Stadt Hamburg bis 1865
- Wedding, Ortsherkunftsname (Berlin), Weddingen in Niedersachsen, Alten-, Langen- und Osterweddingen in Sachsen-Anhalt
- Wedding, patronymische Bildung auf -ing von Wedde
- Wedemeyer, Standesname, nähere Bezeichnung eines Meiers, Angabe seiner Abhängigkeit von der wedeme bzw. durch die Lage des Hofes im Wald (zu mnd. wede = Wald)

(Quelle:)

## Vorkommen in Deutschland
Bei der Namenshäufigkeit in Deutschland steht Weden an Stelle 64441/ Wehden an Stelle 63519.
- Weden 54 Vorkommen entspricht 144 Namensträger, höchster Anteil 38,9 % der Weden wohnen in MV im Raum Neubrandenburg / Neustrelitz.
- Wehden 55 Vorkommen entspricht 144 Namensträger, höchster Anteil 32,7 % der Wehden wohnen in MV im Raum Neubrandenburg / Neustrelitz.

## Namensträger
- Elisabeth Weden, geb. Dabers († 1697) vorletzte in Mecklenburg verbrannte Hexe, 1697 in Penzlin[11]
- Friedrich Weden, (um 1800) Statthalter in Peckatel (Klein Vielen)[12]
- Julia Weden (* 1968), deutsche Schauspielerin und Schauspieldozentin
- Jochim Wäde, 1703 Kirchjurat[13] in Peckatel (Klein Vielen)